# Búnquer barraqueta

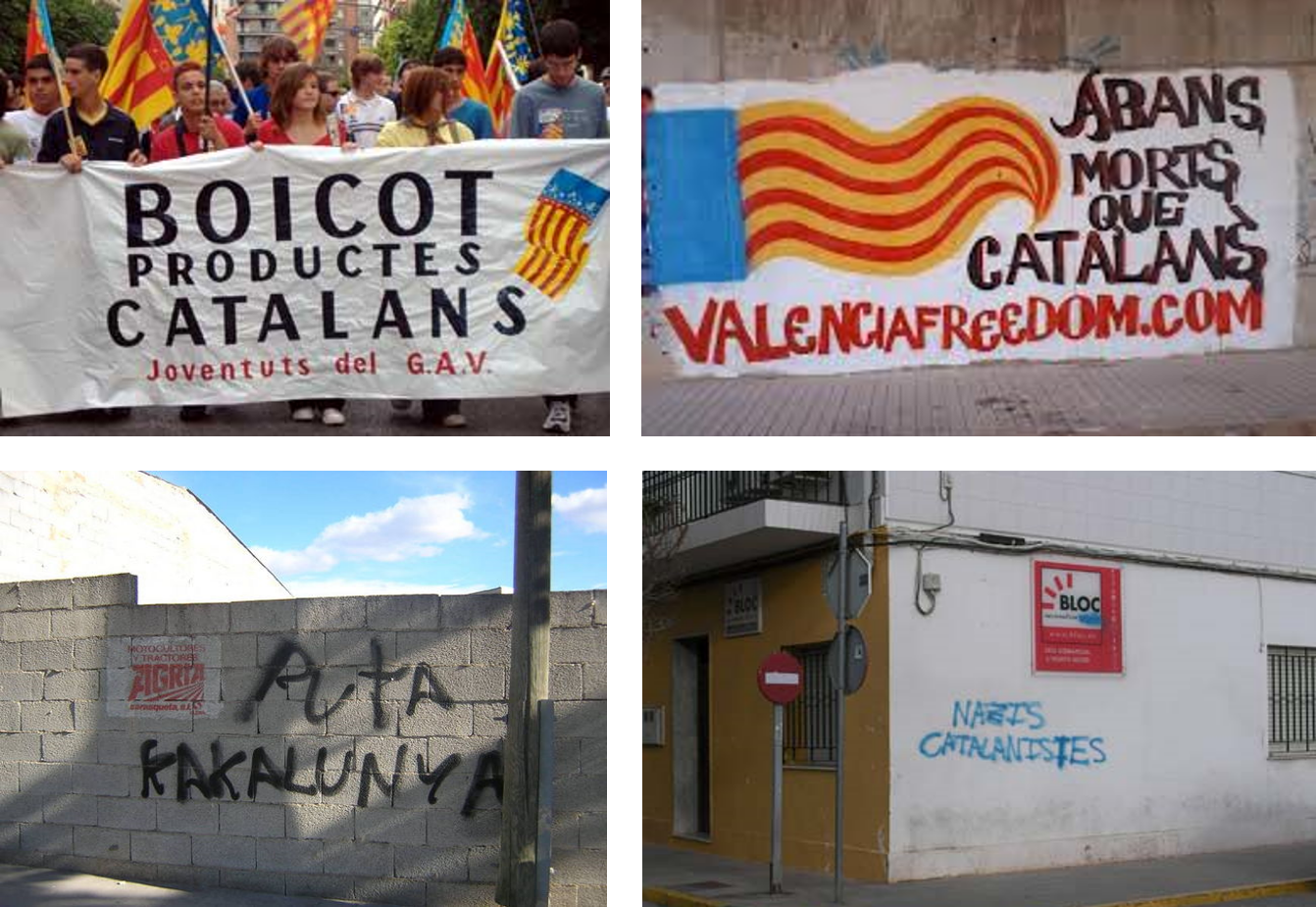
Recull d'imatges amb proclames catalanòfobes

Búnquer barraqueta és un nom per a designar els sectors polítics blavers i reaccionaris del País Valencià sorgits durant la Transició democràtica espanyola. En paraules de l'historiador Ferran Garcia-Oliver: «dins seu s'atrinxeraren nostàlgics del règim franquista que trobaren en el xovinisme regional una arma poderosa de persuasió i de confusió política».
El fenomen del búnquer barraqueta va ser un moviment polític format per membres de la Junta Central Fallera i persones de l'Ajuntament de València que no volien cap canvi, ni reforma ni ruptura. La figura de Ramon Pascual Lainosa, el president de la Junta Central Fallera fins al 1978 i militant d'Unió Valenciana, així com Miquel Ramón i Izquierdo, l'últim alcalde franquista de la ciutat de València i fundador d'Unió Valenciana, i el catalanòfob Vicente Gonzalez i Lizondo, formarien part del brou de cultiu del blaverisme.